# Höj, mänska, höj ur gruset
Höj, mänska, höj ur gruset är en kristen psalm. Texten är skriven av Johan Åström.

## Publicerad i
- 1819 års psalmbok, som nummer 42 under rubriken "Skapelsen och försynen: De förnämsta skapade varelserna: - Människan: Kropps- och själsegenskaper, förnuft, fri vilja, samvete, värde och ändamål".